# Tatort: Spätschicht
Spätschicht ist ein Fernsehfilm aus der Krimireihe Tatort. Der vom WDR produzierte Beitrag wurde am 2. Dezember 2007 im Ersten Programm der ARD ausgestrahlt. Es ist der 38. Fall des Ermittler-Teams Max Ballauf und Freddy Schenk und die 681. Tatortfolge.

## Handlung
Ballauf und Schenk werden zu einem Mordfall gerufen, nachdem ein Gast in einem Bordell mit zwei Schüssen hingerichtet wurde. Erschrocken stellt Ballauf fest, dass er den Mann von der Polizeischule kennt und es sich um Gerd Samland von der Autobahnpolizei handelt. Noch ehe die Kommissare mögliche Zeugen der Tat befragen können, erscheinen zwei Kollegen der „Internen Ermittlungen“ und übernehmen den Fall. Nach den polizeilichen Bestimmungen ist für Verbrechen, die Polizeibeamte betreffen, diese spezielle Abteilung zuständig. Ballauf hört jedoch aus Kriminalrat Brauers Begründung eine gewisse Vorverurteilung heraus. Deshalb kümmert er sich unerlaubterweise weiter um den Mord an seinem alten Freund. Er weiß, dass Samland in letzter Zeit Probleme hatte, kann aber nicht glauben, dass er korrupt gewesen sein soll, so wie es Brauer Samland unterstellt.
Am nächsten Tag wird auf einem Autobahnrasthof eine übel zugerichtete Leiche gefunden. Die Recherchen ergeben, dass es sich bei dem Mann um Marek Sobinski, einen bereits vermissten polnischen Fernfahrer, handelt. Seine Schwester ist fest davon überzeugt, dass die Spedition, für die er zuletzt gearbeitet hat, etwas mit seinem Tod zu tun haben dürfte. Ihr Bruder war eigentlich Journalist und hätte etwas herausgefunden, womit er in Polen an die Presse gehen wollte. Daraufhin begibt sich Schenk bei der Spedition auf Spurensuche und Ballauf nutzt die Gelegenheit, sich bei der Autobahnpolizei umzuhören in der Hoffnung, gleichzeitig etwas über Samland herauszufinden. Er trifft dort auf die Kollegen Lemke und Vieth, die etwas auffällig reagieren. Lemke offeriert Ballauf unter vier Augen, dass sich Samland angeblich versetzen lassen wollte und dass in ihrem kleinen Team bekannt gewesen sei, dass er in krumme Geschäfte verwickelt war. Ballauf kann und will das nicht glauben, weil er genau weiß, dass Samland ein absoluter Gegner von Korruption war. Als die Ermittler von einem Zeugen erfahren, dass Sobinski von zwei uniformierten Beamten zusammengeschlagen wurde, hält es Schenk für möglich, dass sie zwei Enden eines zusammenhängenden Falles in den Händen halten und die Kollegen der Autobahnpolizei hinter dem Mord an dem Journalisten stecken.
Im Zuge ihrer Ermittlungen stoßen Ballauf und Schenk auf Indizien für einen heiklen Korruptionsskandal. Doch bevor sie die Hintergründe aufdecken können, geraten sie selbst ins Visier der internen Ermittlung. Kriminalrat Brauer bleiben Ballaufs unerlaubte Ermittlungen im Fall Samland nicht verborgen und so verdächtigt er Schenks Kollegen, mit in die illegalen Geschäfte seines alten Freundes verstrickt, möglicherweise sogar sein Auftraggeber zu sein. Vor zwei Jahren gab es einen Autoschieberskandal, in den Samland involviert gewesen sein soll, und Brauer findet einige Indizien, die gegen Ballauf sprechen. Es gelingt ihm, Staatsanwalt von Prinz davon zu überzeugen, bei Ballauf eine Hausdurchsuchung zu veranlassen. Die ist für Brauer erfolgreich und er findet sowohl Bargeld als auch die Mordwaffe. Nachdem sowohl Ballauf als auch Schenk suspendiert werden sollen, ergreifen sie die Flucht und verstecken sich bei Franziska Lüttgenjohann. Sie hilft ihnen weiter bei ihren Ermittlungen und so finden sie heraus, dass der Spediteur Mohnhaupt regelmäßig von der Autobahnpolizei vor bevorstehenden Kontrollen über Einhaltung der Ruhezeiten gewarnt wurde. Dafür hatte er nicht Samland bestochen, sondern seine Kollegen. Lemke und Vieth mussten befürchten, dass sie auffliegen würden, wenn Sobinski den Skandal um die „Spedition Mohnhaupt“ an die Presse gegeben hätte. So räumten sie sowohl Sobinski als auch Samland aus dem Weg, der seine Kollegen anzeigen wollte. Um das zu beweisen, stellen Ballauf und Schenk Revierleiter Lemke eine Falle. Dabei rufen sie heimlich Kriminalrat Brauer an und lassen ihn per Handy Lemkes unfreiwilliges Geständnis mithören. Lemke und sein Kollege Vierth werden daraufhin festgenommen.

## Hintergrund
Der Film wurde vom 14. November 2006 bis 14. Dezember 2006 in Köln und Umgebung gedreht.

## Rezeption

### Einschaltquoten
Die Erstausstrahlung von Spätschicht am 2. Dezember 2007 wurde in Deutschland von 8,11 Millionen Zuschauern gesehen und erreichte einen Marktanteil von 21,8 Prozent für Das Erste.

### Kritiken
„Das Beste, was man über 'Spätschicht' sagen kann: dieser 'Tatort' von TV-Routinier Thorsten Näter ist spannend. […] In diesem Krimi wird alles der Effizienz und den durchschnittlichen Sehgewohnheiten untergeordnet. Raffiniert ist hier nichts. Dafür gibt es stereotype Dialoge, verdächtige Typen, unangenehme Kollegen, mehrdeutige Blicke.“

### Trivia
In „Spätschicht“ fährt Schenk einen amerikanischen Straßenkreuzer, es ist ein hellblauer, ca. 5,60 m langer 1964er Buick Electra (K-YO 924).